# Tontogany, Ohio
Tontogany, Ohio (енгл. Tontogany) град је у америчкој савезној држави Охајо.

## Демографија
По попису из 2010. године број становника је 367, што је 3 (0,8%) становника више него 2000. године.
| Група             | 2000.       | 2010.       |
| Белци             | 348 (95,6%) | 335 (91,3%) |
| Афроамериканци    | 0 (0,0%)    | 0 (0,0%)    |
| Азијати           | 0 (0,0%)    | 0 (0,0%)    |
| Хиспаноамериканци | 15 (4,1%)   | 32 (8,7%)   |
| Укупно            | 364         | 367         |